# Girolamo Caraffa
Girolamo Caraffa (auch Carafa) (dt. Hieronymus von Caraffa), Marchese von Montenegro (* 1564 in Cusano Mutri in der Region Abruzzen; † 4. April 1633 in Genua) war ein spanischer und kaiserlicher General italienischer Abstammung.

## Leben
Girolamo Caraffa entstammte der italienischen Adelsfamilie Caraffa. Er war Sohn des Rinaldo Caraffa und der Mutter Portia Carracciola einer Tochter des Herzogs von Sigignano.
Er ging mit vierzehn Jahren nach Rom und wurde unter Leitung seines Großonkels Kardinal Antonio Carafa wissenschaftlich und sprachlich gebildet. Er sprach Griechisch, Latein, Spanisch und Französisch wie seine italienische Muttersprache. Am 26. Oktober 1582 heiratete er Hippolyta von Lannoy († 21. April 1634), eine Enkelin des spanischen Vizekönigs von Neapel, Charles de Lannoy. Aus der Ehe gingen keine Nachkommen hervor. Ursprünglich für den Staatsdienst vorgesehen, wandte er sich im Jahr 1587 gegen den Willen seiner Familie dem spanischen Kriegsdienst zu. Er diente zunächst unter Alexander Farnese beim Kampf gegen die Aufständischen in den Niederlanden. Danach kämpfte er im spanischen Krieg gegen Heinrich IV. von Frankreich unter anderem bei Ligne (1590) und Rouen (1592). Daraufhin erhielt er das Kommando über spanische Truppen in Friesland. Er führte seine Truppen durch Brabant nach Flandern. Danach diente er an der französischen Grenze und nahm an verschiedenen kleineren Gefechten teil.
Im Jahr 1597 nahm er am Überfall auf Amiens teil. Nach dem Tod des Generals Porto-Carero wurde Caraffa Kommandeur der dortigen spanischen Truppen. Er verteidigte Amiens gegen die französischen Truppen, die von König Heinrich IV. selbst befehligt wurden, bis er auf Befehl des Statthalters Albrecht VII. von Österreich die Stadt den Franzosen übergab. Die spanischen Truppen erhielten ehrenhaften Abzug. Der französische König ehrte Caraffa später wegen seiner Tapferkeit in Amiens nach dem Friedensschluss.
Nach dem Abzug aus Amiens kämpfte Caraffa erneut in den Niederlanden und nahm unter anderem an der Belagerung von Ostende teil. Kurze Zeit verbrachte er am spanischen Hof, ehe er in die Lombardei entsandt wurde. Auf dem Weg wurde er von Räubern überfallen, denen er schwer verwundet entkommen konnte. In Italien kämpften die Spanier gegen Savoyen. Nach dem Friedensschluss kehrte er nach Spanien zurück.
Nachdem er das Kommando über die Kavallerie in Sizilien erhalten hatte, erreichte ihn die Bitte Kaiser Ferdinands II. in seine Dienste zu treten, um zu Beginn des Dreißigjährigen Krieges gegen die aufständischen Böhmen zu kämpfen. Mit einer kleinen Armee griff er Gábor Bethlen an und verhinderte die Vereinigung von dessen Truppen mit den Böhmen. Er hatte damit beträchtlichen Anteil am Sieg in der Schlacht am Weißen Berg im Jahr 1620. Im Jahr 1621 kämpfte er bei Mailand.
Nach dem Friedensschluss mit Gábor Bethlen ernannte der Kaiser Caraffa zum Reichsfürsten und geheimen kaiserlichen Rat. Caraffa diente 1628 als Kavalleriegeneral in der Lombardei, kehrte von dort nach Madrid zurück, wurde 1630 von Philipp IV. zum Vizekönig und Generalkapitän von Aragonien ernannt, und sollte einige Zeit später dem Kardinalinfanten als Mentor nach den Niederlanden begleiten, starb aber auf dem Weg dahin im April 1633 in Genua.
Caraffa war streng katholisch, sprach mehrere Sprachen wie Italienisch, Spanisch, Französisch, Latein und Griechisch, war belesen und ein Anhänger der Astrologie.